# Ghetto di Švenčionys
Il ghetto di Švenčionys, (o Svintsyan o Święciany) fu un ghetto ebraico fondato durante l'occupazione nazista della Lituania, situato in quello che oggi è un parco cittadino; la posizione è oggi contrassegnata da una menorah in legno scolpita da Juozapas Jakštas. Il ghetto rimase in funzione dal luglio 1941 all'aprile 1943, ospitando al suo apice circa 1.500 prigionieri.

## Istituzione e operazioni
Prima della guerra, a Švenčionys si contarono circa 9.000 abitanti di cui un terzo ebrei. Il ghetto fu istituito subito dopo che la Germania nazista invase la Russia sovietica il 22 giugno 1941. Alla fine del settembre 1941, circa 1.000 o 2.000 ebrei furono trasferiti da Švenčionys nelle baracche dell'ex campo di addestramento militare vicino a Švenčionėliai, inclusi alcuni ebrei provenienti da altri insediamenti vicini. Questi ebrei furono massacrati il 9 e 10 ottobre sia dai nazisti che dai lituani del battaglione Ypatingasis būrys. Il rapporto Jäger riportò un totale di 3.726 morti divisi in 1.169 uomini, 1.840 donne e 717 bambini.
Il ghetto fu delimitato da un recinto di filo spinato e sorvegliato dalle guardie armate, fu diviso in quattro zone, ciascuna con il proprio comandante ebreo supportato dallo Judenrat composto di cinque membri. Secondo il censimento dell'agosto 1942, il ghetto contò 566 ebrei, di cui 353 persone tra lavoratori e lavoratrici.
I detenuti più giovani iniziarono a procurarsi le armi e a stabilire i contatti con i partigiani sovietici attivi nella regione. Un certo numero di ebrei fuggirono e si unirono ai partigiani, tanto che i funzionari nazisti furono costretti a rafforzare le misure di sicurezza. Il primo passo fu di liquidare i piccoli ghetti, per questo motivo furono trasferiti circa 1.000 ebrei del ghetto di Vidzy a Švenčionys. A causa delle condizioni di vita proibitive tra i detenuti scoppiò un'epidemia di tifo che fu contenuta grazie all'aiuto di un gruppo di medici ebrei arrivati dal ghetto di Vilnius.

## Liquidazione
Alla fine del 1942, nell'area operarono altri tre piccoli ghetti: a Michališki (nel distretto di Astravyets), a Soly (nel distretto di Smarhon') e a Ashmyany. Dato l'incremento delle attività partigiane, si decise di liquidare i quattro ghetti nella primavera del 1943. Per ridurre al minimo la resistenza furono introdotti i poliziotti ebrei del ghetto di Vilnius. Circa 2.700 ebrei furono trasferiti nel ghetto di Vilnius o distribuiti nei campi di lavoro di Žiežmariai, Žasliai e Kena.
Il 4 aprile, gli ebrei rimasti nel ghetto salirono su un treno merci a Švenčionėliai. Fu detto loro che sarebbero stati trasferiti nel ghetto di Kovno, ma invece il treno si fermò a Paneriai. Cinque vagoni del treno furono indirizzati verso un campo di lavoro a Bezdonys, altri due vagoni con i membri dello Judenrat furono portati al ghetto di Vilnius. Pochi altri riuscirono a fuggire, ma la stragrande maggioranza fu fucilata dai poliziotti tedeschi e lituani. Secondo le fonti naziste, il 5 aprile a Paneriai furono uccisi circa 4.000 ebrei.